# مصعبی
مصعبی، روستایی از توابع بخش مرکزی شهرستان سرایان در استان خراسان جنوبی است.

## جمعیت
این روستا، مرکز دهستان مصعبی بوده و بر اساس سرشماری سال ۱۳۸۵ جمعیت آن ۸۲۱ نفر (۲۷۴ خانوار) بوده‌است.